# Kotecki
Kotecki – polskie nazwisko, w Polsce nosi je ok. 3 tys. osób.
Osoby noszące to nazwisko:
- Dariusz Kotecki – rzymskokatolicki duchowny, teolog-biblista
- Mateusz Kotecki (ur. 1 października 1983 w Gdańsku) – polski urzędnik państwowy
- Wacław Kotecki (3 marca 1897 w Piaskach – 31 marca 1943 w Dreźnie) – polski wojskowy, major Wojska Polskiego.
- Zbigniew Kotecki (ur. 14 września 1952 w Łodzi) – polski operator i reżyser filmów animowanych, pedagog.